# Prototype (фреймворк)
Prototype — JavaScript фреймворк, упрощающий работу с Ajax и некоторыми другими низкоуровневыми функциями. Prototype доступен в виде отдельной библиотеки, также он поставляется в составе Ruby on Rails, Tapestry, script.aculo.us и Rico.
Заявлено, что данный фреймворк совместим со следующими браузерами: Internet Explorer (Windows) 6.0+, Mozilla Firefox 1.5+, Apple Safari 2.0.4+ и Opera 9.25+, Google Chrome 1.0+. Поддержка данных браузеров подразумевает, что фреймворк совместим также с Camino, Konqueror, IceWeasel, Netscape 7+, SeaMonkey, Яндекс.Браузер и др., которые принадлежат этим же семействам.

## Возможности
В Prototype присутствуют самые разные способы упрощения создания JavaScript приложений, от сокращённого вызова некоторых функций языка до сложных методов обращения к XMLHttpRequest. Ниже приведены некоторые примеры.

### Функция$()
Для обращения к DOM элементу HTML страницы обычно используется функция document.getElementById:
```
document
.
getElementById
(
"id_of_element"
)

```

Функция $() уменьшает код до:
```
$
(
"id_of_element"
)

```

Но в отличие от функции DOM, функции $() можно передавать более одного аргумента и функция вернет массив (Array) объектов со всеми соответствующими элементами:
```
var
 
ar
 
=
 
$
(
'id_1'
,
 
'id_2'
,
 
'id_3'
);

for
 
(
i
=
0
;
 
i
<
ar
.
length
;
 
i
++
)
 
{

  
alert
(
ar
[
i
].
innerHTML
);

}

```

Например, для указания цвета текста можно использовать следующий код:
```
$
(
"id_of_element"
).
style
.
color
 
=
 
"#ffffff"
;

```

Или, используя расширенные функции Prototype:
```
$
(
"id_of_element"
).
setStyle
({
color
:
 
'#ffffff'
});

```

Код для версий ниже 1.5:
```
Element
.
setStyle
(
"id_of_element"
,
 
{
color
:
 
"#ffffff"
});

```

### Функция$$()
Функция $$() будет полезна тем, кто часто разделяет CSS от контента. Она разбивает один или несколько CSS фильтров, которые поступают на вход в виде выражения подобного регулярному выражению и возвращает элементы которые соответствуют этим фильтрам. Например при выполнении данного скрипта:
```
var
 
f
 
=
 
$$
(
'div#block .inp'
);

```

получим массив, содержащий все элементы с классом .inp, которые находятся в контейнере div с идентификатором id="block".
Замечание: в данный момент (в версии 1.5.0) реализация функции $$() в prototype.js не очень эффективна. Если вы планируете использовать данную функцию часто в работе с объёмными и сложными HTML документами, можете рассмотреть другие реализации и просто заменить саму функцию.

### Функция$F()
Похожая на $(), функция $F() возвращает значение определённого элемента HTML формы. Для текстового поля функция будет возвращать данные, содержащиеся в элементе. Для элемента 'select' функция возвратит выбранное в текущий момент значение.
```
$F
(
"id_of_input_element"
)

```

Замечание: знак доллара $ — нормальный разрешённый символ для идентификаторов JavaScript; он был специально добавлен в язык одновременно с поддержкой регулярных выражений для возможности использования Perl-совместимых метасимволов, таких как $` и $'.

### Функция$A()
Функция $A() преобразует один аргумент, который она получает, в объект Array. Эта функция, в сочетании с расширениями для класса Array, облегчает конвертирование или копирование любых перечислимых списков в объект Array. Один из вариантов использования заключается в том, чтобы преобразовать DOM NodeLists в регулярные массивы, которые могут быть более эффективно использованы.

### Функция$H()
Функция $H() преобразовывает объекты в перечислимые хеш-объекты, которые похожи на ассоциативный массив.
```
//Допустим имеем объект:

var
 
hash
 
=
 
{
method
:
 
post
,
 
type
:
 
2
,
 
flag
:
 
t
};

//При использовании функции:

var
 
h
 
=
 
$H
(
hash
);

//Получим:

alert
(
h
.
toQueryString
());

//method=post&type=2&flag=t

```

### Объект Ajax
Объект Ajax предоставляет простые методы инициализации и работы с функцией XMLHttpRequest, без необходимости подстраивать код под нужный браузер. Существует два способа вызова объекта: Ajax.Request возвращает XML вывод AJAX-запроса, в то время как Ajax.Updater помещает ответ сервера в выбранную ветвь DOM.
Ajax.Request в примере ниже находит значения двух полей ввода, запрашивает страницу с сервера, используя значения в виде POST-запроса, а после завершения выполняет пользовательскую функцию showResponse():
```
 

var
 
val1
 
=
 
escape
(
$F
(
"name_of_id_1"
));

var
 
val2
 
=
 
escape
(
$F
(
"name_of_id_2"
));

var
 
url
 
=
 
"http://yourserver/path/server_script"
;

var
 
pars
 
=
 
{
value1
:
 
val1
,
 
value2
:
 
val2
};

var
 
myAjax
 
=
 
new
 
Ajax
.
Request
(

  
url
,

  
{

    
method
:
 
"post"
,

    
parameters
:
 
pars
,

    
onComplete
:
 
showResponse

   
});

```

### Класс Element
Методы класса предназначены для работы с элементами HTML. Для создания HTML элемента используется конструктор класса 
```
new
 
Element
(
tagName
[,{
attributes
}])

```

В конструктор передаётся HTML-тег в строковом виде и, если необходимо, атрибуты тега.
Пример создания нового элемента:
```
// Создаём элемент <div> в памяти и указываем атрибуты id, class.

var
 
newElement
 
=
 
new
 
Element
(
'div'
,{
id
:
 
'childDiv'
,
 
class
:
 
'divStyle'
});

// Включаем созданный элемент в DOM браузера, а именно в существующий <div>,

// с помощью метода Element.insert

Element
.
insert
(
$
(
'parrentDiv'
),
newElement
);

```

## Объектно-ориентированное программирование
Prototype также добавляет поддержку более традиционного объектно-ориентированного программирования.
Для создания нового класса используется метод Class.create(). Классу присваивается прототип prototype, который выступает в качестве основы для каждого экземпляра класса. Старые классы могут быть расширены новыми с помощью Object.extend.
```
// создания нового класса в стиле prototype 1.6

var
 
FirstClass
 
=
 
Class
.
create
({

  
// Инициализация конструктора

  
initialize
:
 
function
 
()
 
{

      
this
.
data
 
=
 
"Hello World"
;

  
}

});

// создания нового класса в стиле prototype 1.5

var
 
DataWriter
 
=
 
Class
.
create
();

DataWriter
.
prototype
 
=
 
{

   
printData
:
 
function
 
()
 
{

      
document
.
write
(
this
.
data
);

   
}

};

Object
.
extend
(
DataWriter
,
 
FirstClass
);

```